# کریستینا پیشکووا
کارولینا بیلاوسکا (به انگلیسی: Krystyna Pyszková) (زاده ۱۹ ژانویهٔ ۱۹۹۹) مدل و ملکه زیبایی اهل چک است.
او به نمایندگی از جمهوری چک در مسابقه دوشیزه دنیا ۲۰۲۴ شرکت کرد و برنده شد.